# Pantophthalmus tabaninus
Pantophthalmus tabaninus är en tvåvingeart som beskrevs av Carl Peter Thunberg 1819. Pantophthalmus tabaninus ingår i släktet Pantophthalmus och familjen Pantophthalmidae. Inga underarter finns listade i Catalogue of Life.